# Уіттекер Чемберс
Уіттекер Чемберс (англ. Whittaker Chambers ; урод. Джей Вівіан Чемберс ; 1 квітня 1901, Філадельфія — 9 липня 1961, Вестмінстер, Меріленд), американський письменник і журналіст.
Чемберс був членом Комуністичної партії США (з 1925 р.) і був агентом радянської розвідки (1932—1938). Після виходу із партії він став активним антикомуністом. Чемберс працював у журналі «Time» (1939—1948) і деякий час обіймав посаду старшого редактора в журналі «Нешнл Рев'ю» (1957—1959).
В 1948 Чемберс видав високопоставленого співробітника державного департаменту США Елджера Хісса, який, за його твердженням, був радянським шпигуном. Своє життя він описав у книзі мемуарів «Свідок» (Witness), яка була видана в 1952 У 1984 р. президент США Рональд Рейган удостоїв його найвищої нагороди США для цивільних осіб — Президентської медалі Свободи.

## Ранні роки
Уіттекер Чемберс народився у Філадельфії, штат Пенсільванія. Його батьки, Джей Чемберс і Лаха (Уіттекер) у 1904 р. переїхали до Лінбрука (Лонг-Айленд, Нью-Йорк), де він провів своє дитинство і пішов до школи. В автобіографічному романі Чемберс описує неспокійне дитинство, розлучення батьків і необхідність піклуватися про психічно хвору бабусю. Його батько був прихованим гомосексуалом і жорстоко бив матір, яка була глибоким невротиком. Брат Чемберса наклав на себе руки незабаром після закінчення першого курсу коледжу. Чемберс писав, що самогубство брата було однією з причин його захоплення комунізмом. За його словами, комунізм «на противагу цьому світові, що вмирає, запропонував щось енергійне, сильне, одухотворене, щось для чого варто було жити, і заради чого померти».
У 1919 році після закінчення середньої школи в Роквілі, Чемберс працював у Вашингтоні та Новому Орлеані, ненадовго затримався у Вільямс-коледжі, а потім вступив до Колумбійського коледжу Колумбійського університету. В інтелектуальному середовищі Колумбійського університету він користувався повагою та мав достатньо друзів. Його викладачі та однокурсники вважали його талановитим автором і вважали, що він міг би стати великим поетом чи романістом.
На другому курсі Чемберс приєднався до студентського поетичного Товариства Голови кабана та написав п'єсу під назвою «Спектакль для маріонеток» (англ. A Play for Puppets) для літературного журналу Колумбії «Морнінгсайд», де сам був редактором. Багато студентів і викладачів вважали п'єсу блюзнірською, і скандал дійшов до газет Нью-Йорка. Пізніше п'єса буде використана проти Чемберса на судовому розгляді проти Е. Хісса. Збентежений полемікою, Чемберс залишив Колумбійський університет в 1925.
Одним із його приятелів по університету був Ісайя Оггінс, який за кілька років до цього почав працювати на радянську розвідку. Дружина Чемберса також була знайома з Нермою Берман Оггінс, дружиною Ісаї Оггінса, за спільним навчанням у Школі соціальних наук Ренд, діяльності в жіночому «Міжнародному союзі трудящих з пошиття одягу» (ILGWU) та політичному журналі The World Tomorrow.

## Комуністична та розвідувальна діяльність
1924 року Чемберс прочитав роботу Леніна «Чергові завдання Радянської влади», яка справила на нього сильне враження. Як він писав пізніше, йому відкрилося, що неблагополучний характер його сім'ї відбиває «у мініатюрі всю кризу середнього класу» — хворобу, від якої комунізм обіцяв визволення. Біограф Чемберса Сем Тененхос писав, що авторитаризм Леніна був «саме тим, що приваблювало Чемберса… Він нарешті знайшов свою церкву», тобто став радикальним марксистом.
У 1925 році Чемберс вступив до Комуністичної партії США (з 1921 по 1929 р. вона носила назву Робітнича партія Америки). Чемберс писав та редагував статті для комуністичних видань, у тому числі газет Daily Worker та The Masses. Щирою відданістю комуністичним ідеалам перейнято його короткі оповідання, які Чемберс написав у 1931 році. З властивим йому літературним талантом Чемберс пише про пролетарську працю та повстання. Його оповідання «Чи можете зрозуміти їх голоси?» (англ. Can You Make Out Their Voices?) було визнано критиками одним із найкращих зразків художньої літератури американського комуністичного руху. Хеллі Фланаган адаптував його для п'єси «Чуєте їхні голоси?»(англ. Can You Hear Their Voices?). П'єса обійшла багато театральних підмостків США та інших країн.
Водночас Чемберс займався перекладами, зокрема, він переклав англійською мовою роман Фелікса Зальтена «Бембі. Життя в лісі», що вийшов в оригіналі в 1923.
Чемберс вийшов на короткий час із партії у зв'язку зі справою Джея Лавстона, але незабаром повернувся до її лав. Остаточно він залишив лави КП США набагато пізніше, після московських політичних процесів.

### Група Уера
Чемберс приєднався до «комуністичного підпілля» і став шпигуном, який працював на ГРУ. На чолі резидентури стояв Олександр Улановський (кодове ім'я Ульріх). Пізніше його зв'язковим став Йозеф Петерс. Чемберс стверджував, що Петерс познайомив його з Гарольдом Уером (хоча пізніше той заперечував свій зв'язок з його групою), головою комуністичної підпільної організації «Група Уера» (англ. Ware Group). Майже всі учасники групи працювали в адміністрації Франкліна Рузвельта. Кодовим ім'ям Чемберса в 1930-х роках було «Карл».
Чемберс організовував роботу осередку у Вашингтоні, а також був кур'єром з доставки документації між Нью-Йорком і Вашингтоном. Документи потрапляли до рук Бориса Яковича Букова, який очолював розвідуправління ГРУ в США.

### Розрив із комуністами
Чемберс продовжував роботу на радянську розвідку з 1932 до 1937 або навіть до 1938 року, коли він почав сумніватися в правильності своїх комуністичних переконань, оскільки був стривожений політикою Сталіна, зокрема — «Великим терором», що розпочався у 1936 році. Після вбивства Ігнатія Рейса, високопоставленого радянського розвідника, який порвав зі Сталіним і залишився у Франції, Чемберс почав побоюватися і за своє життя. Також його налякало зникнення друга і колеги Джульєтти Пойнтц, яка зникла безвісти в 1937 році в США, незабаром після того, як відвідала Москву, повернувшись звідти розчарованою в комуністичних ідеалах через політику «Великого терору». Від самого Чемберса кілька разів вимагали приїхати до Москви, але він відмовився це зробити, побоюючись за своє життя. У цей час він почав приховувати документи, які отримував від своїх джерел, плануючи використовувати їх, разом із мікрофільмами та фотографіями документів, для запобігання можливому нападу радянських агентів на нього та членів його родини.
У 1938 році Чемберс порвав із комунізмом і сховав свою сім'ю в будинку племінника та його батьків. Спочатку він не мав наміру розголосити владі США свою шпигунську діяльність, багато хто з його контактів у шпигунській мережі були його друзями, і він не хотів робити їм проблеми.
Письменник Деніел Оппенгеймер зазначає, що Чемберс замінив свою пристрасть до комунізму на пристрасть до Бога. Чемберс бачив світ у чорно-білих тонах і до втечі з партії, і після. В автобіографії він говорив про відданість ідеям комунізму як причину жити, але після виходу з партії розцінював свою допомогу СРСР як «абсолютне зло».

### Зустріч в особняку Вудлі
Підписаний 23 серпня 1939 року Договір про ненапад між СРСР та Німеччиною змусив Чемберса виступити проти Радянського Союзу. У вересні 1939 року Чемберс і американський журналіст Левін, уродженець Росії, на вимогу останнього зустрілися із заступником держсекретаря США Адольфом Берлі. Також відбулася зустріч з Вальтером Кривицьким, радянським неповерненцем, який на той час інформував американську та британську владу про радянських агентів, які займали посади в урядах цих країн. Кривицький переконав Чемберса розкрити їхні імена. Чемберс погодився співпрацювати в обмін на імунітет від судового переслідування. Зустріч проходила у будинку А. Берлі в особняку Вудлі у Вашингтоні. На ній Чемберс назвав 18 діючих та колишніх державних службовців (т.е. н. Група Уера), які були радянськими агентами або співчували комуністам. Багато хто з названих агентів обіймав незначні посади або вже перебував під наглядом. Однак у списку були і значні імена: Елджер Хісс та його брат Дональд Хісс, Лоуренс Дагган, які на той час були важливими посадовцями середньої ланки в Державному департаменті, а також Локлін Каррі — спеціальний помічник Ф. Рузвельта. Ще одна людина зі списку працювала у надсекретному проекті на Абердинському випробувальному полігоні. Серед названих прізвищ були співробітники Державного департаменту, Міністерства фінансів, патентного бюро та Абердинського випробувального полігону. Отримана від Чемберса інформація свідчила, що радянськими спецслужбами в Америці було створено розвинену підпільну агентурну мережу.
Берлі з підозрою сприйняв інформацію, яку отримав від Чемберса. Він повідомив про неї в Білий дім, але президент поставив її під сумнів, та й сам Берлі не зробив нічого, щоб зняти сумніви. Однак Берлі зберіг свої нотатки, які були використані пізніше для викриття Хісса.
У березні 1940 року Берлі передав інформацію, отриману від Чемберса, до Федерального бюро розслідувань (ФБР), а в лютому 1941 р. Кривицького було знайдено мертвим у своєму готельному номері. Хоча поліція говорила про самогубство, було поширене припущення, що Кривицького було вбито радянською розвідкою. Стурбований тим, що Радянський Союз може спробувати вбити Чемберса, Берлі знову поінформував ФБР про розмову з ним. Тим не менш, ФБР не здійснило жодних негайних дій. Політика США розглядала потенційну загрозу з боку СРСР як незначну порівняно з загрозою з боку Третього рейху. ФБР двічі допитувало Чемберса — у травні 1942 та у червні 1945 року; після обох допитів його відпускали на волю. Лише у листопаді 1945 року, коли Елізабет Бентлі підтвердила більшу частину інформації, отриманої від Чемберса, ФБР почало сприймати його свідчення всерйоз.

## Робота в журналі «Тайм»
До моменту зустрічі з А. Берлі У. Чемберс вже рік не перебував у підпільній організації і з квітня 1939 був співробітником журналу «Тайм». Йому належить тематична стаття номера про останню книгу Джеймса Джойса «Поминки по Фіннегану» («Тайм», 8 травня 1939 р.).
Свою кар'єру журналіста Чемберс розпочав із оглядів літератури та фільмів, які друкувалися на останніх шпальтах журналу. Він писав рецензії у співавторстві спочатку з Джеймсом Ейджі, а потім із Кальвіном Фіксом. Після смерті Фікса у жовтні 1942 року новим співавтором Чемберса став Уайлдер Хобсон. Також Чемберс був на той час редактором розділу «Мистецтво та розваги»; при ньому в журналі співпрацювали романіст Найджел Денніс, майбутній редактор книжкового огляду в Нью-Йорк Таймс Харві Брейт, поети Говард Мосс і Уелдон Кіїс.
У цей час розгорнулася гаряча полеміка, предметом якої була політика Чан Кайші у Китаї. Теодор Уайт і Річард Лаутербах звинувачували режим Чан Кайші в елітарності та корупції та виступали за тіснішу співпрацю з Червоною армією Мао Цзедуна у боротьбі проти японського імперіалізму. Їм протистояв Віттекер Чемберс із групою колег, серед яких був Віллі Шламм; вони підтримували політику Чан Кайші і дотримувалися антикомуністичних позицій (до них пізніше приєднався Вільям Баклі, майбутній видавець журналу Нешнл Рев'ю). Засновник «Тайм» Генрі Люс, який виріс у Китаї і був особистим другом Чан Кайші та його дружини, рішуче став на бік Чемберса. Така дія змусили Уайта подати скаргу на те, що його статті піддаються цензурі і частина інформації замовчується. Результатом став відхід Уайта з журналу невдовзі після війни. З благословення Льюїса, Чемберс у вересні 1943 р. отримав пост головного редактора, а у грудні увійшов до групи, яка визначала політику журналу.
Чемберс і його близькі колеги, співробітники журналу 1930-х років, змогли підняти «Тайм» на рівень «інтелектуально творчого» журналу, як назве його історик Роберт Вандерлен.

Письменник і журналіст Джон Херсі, який співпрацював із «Таймом», так описав цей час:
Час був цікавий; редактор Том Метьюс зібрав блискучу групу авторів, у тому числі Джеймса Ейджі, Роберта Фіцджеральда, Уіттекера Чемберса, Роберта Кантвеллу, Луї Кроненбергера та Кальвіна Фікса… Вони були чудові. Стиль «Тайм» був ще дуже сумбурним… але навіть як неофіт, який писав на одній із рубрик журналі, я можу сказати, що кожен із цих авторів мав свій унікальний голос.
На початку 1948 року Чемберс став одним із найвідоміших письменників-редакторів свого часу. Безперечний успіх мали його жорсткі, уїдливі статті, такі як стаття «Привиди на даху» (5 березня 1945 року) про Ялтинську конференцію (учасником якої був Е. Хісс). Потім були блискучі статті, ілюстрації до яких розташовувалися на обкладинці, — про Маріан Андерсон (30 грудня 1946 року), Арнольда Дж. Тойнбі, Ребекку Вест і Рейнхольда Нібура. Статті виявилися настільки популярними, що редакція журналу порушила своє правило про анонімність великої статті та відповіла на численні листи читачів:
Більшість історій «Тайм» для обкладинки написано та відредаговано штатними співробітниками журналу. Деякі історії з обкладинки, написання яких представляло особливу труднощі або вимагало спеціальної літературної майстерності, написані старшим редактором Уіттекером Чемберсом.

## Чемберс і справа Хісса
Уіттекер Чемберс був на вершині своєї кар'єри, коли почалася справа Хісса. 3 серпня 1948 р. він був викликаний для надання свідчень перед комітетом Палати представників з антиамериканської діяльності. Тут він назвав імена осіб, які, за його словами, були частиною підпільної групи Уера наприкінці 1930-х років, серед них був названий Елджер Хісс. Таким чином він вкотре підтвердив, що Хісс був членом комуністичної партії, але ще не заявив про його шпигунську діяльність. На наступних засіданнях Е.Хісс виступав як свідок і заперечував, що він знав будь-кого на прізвище Чемберс, але побачивши його особисто (і після того, як стало ясно, що Чемберс знав подробиці про життя Хісса), заявив, що був знайомий з Чемберсом як із «Джорджем Крослі». Проте Хіс заперечував, що він колись був комуністом. Через те, що Чемберс так і не надав доказів, комітет спочатку був схильний повірити Хіссу. 17 листопада Чемберс у присутності конгресменів, зокрема молодого співробітника комітету Річарда Ніксона, передав матеріали, отримані від Хісса десять років тому. Участь у розслідуванні принесла Ніксону загальнонаціональну популярність, у своїх мемуарах «Шість криз» першою з шести найважливіших подій на момент написання книги (1962 р.) він назвав справу Хісса.

### «Відволікаючий маневр»
Країна швидко розділилася з питання Хісс-Чемберс. Президент Гаррі Трумен не був у захваті від того, що Хісс, активний учасник проведення у життя рузвельтівського «Нового курсу», звинувачується у шпигунстві. Тому Трумен назвав звинувачення Чемберса «відволікаючим маневром» і закрив справу.

### «Гарбузові папери»
8 жовтня 1948 року Е. Хісс подав на Чемберса позов про наклеп на суму 75000 доларів. Саме тоді під тиском з боку адвокатів Хісса У. Чемберс змушений був надати докази шпигунської діяльності Хісса. Матеріали, які Чемберс надав до суду як докази, містили чотири записки, написані рукою Хісса, шістдесят п'ять машинописних копій документів Державного департаменту і п'ять мікрофільмів, що містили фотографії документів Державного департаменту. Преса назвала їх «гарбузовими паперами», оскільки Чемберс ховав матеріали у видовбаному гарбузі. Ці документи доводили, що Хісс зустрічався з Чемберсом після вересня 1936 року, тоді як Хісс стверджував, буцімто це був останній раз, коли він бачив «Крослі». Крім того, папери чітко доводили причетність Хісса до роботи на радянську розвідку. Чемберс пояснив свою затримку у наданні цих доказів бажанням уберегти старого друга від великих проблем. При цьому до жовтня 1948 року Чемберс жодного разу не звинуватив Хісса у шпигунстві, навіть під присягою, будучи вимушеним давати свідчення у вищеназваній справі про наклеп. Це дало підставу звинуватити Чемберса в неправдивому свідоцтві, що значно знизило його авторитет в очах критиків.
П'ять рулонів 35-міліметрової плівки, що містила матеріали «гарбузових паперів», до кінця 1974 знаходилися в секретних архівах. 1975 року незалежний дослідник Стівен Салант, економіст з Університету штату Мічиган, подав до суду на Міністерство юстиції США, коли йому було відмовлено у проханні про доступ до цих документів. 31 липня 1975 року в результаті судового процесу та подальшої діяльності за іншими позовами Міністерство юстиції видало копії «гарбузових паперів», які використовуються для засудження Хісса. Один рулон плівки виявився абсолютно порожнім через невдалий прояв, два інших містили слабо розбірливі копії некласифікованих документів Військово-морського міністерства, що стосувалися таких незначних предметів, як рятувальні плоти та вогнегасники, а решта двох являла собою фотографії документів Держдепартаменту, в яких містилася інформація про американо-німецькі відносини кінця 1930-х років.
Ця історія, як писала «Нью-Йорк Таймс» у 1970-ті роки, містить лише частину правди. Порожній рулон згадується Чемберсом в автобіографії «Свідок». Крім нешкідливих господарських звітів, цей мікрофільм містив конфіденційні шифровані повідомлення американських посольств до Держдепартаменту. Хіс переклав їх, що дозволяло радянській розвідці, яка (імовірно) мала доступ до зашифрованих оригіналів, розкрити використаний в них шифр.

### Лжесвідчення Хісса
Хісс не міг бути засуджений за шпигунство через закінчення терміну давності — тоді для таких злочинів він становив 10 років. Натомість Хіссу було пред'явлено обвинувачення за двома пунктами в дачі неправдивих свідчень перед федеральним великим журі. Тоді він заперечував, що передавав документи У. Чемберсу, і показав, що не бачив Чемберса після середини 1936 року.
Хісс був двічі судимий за дачу неправдивих свідчень. Перший судовий процес у червні 1949 року закінчився нічим, оскільки присяжні зайшли у глухий кут. Крім свідчень Чемберса урядовий експерт показав, що інші документи, надруковані на машинці, належали сімейству Хісса і відповідали секретним документам, наданим Чемберсом. На боці Хісса виступали два судді Верховного суду США Фелікс Франкфуртер і Стенлі Рід, колишній кандидат у президенти від Демократичної партії Джон Девіс та майбутній кандидат у президенти від тієї ж партії Едлай Стівенсон. Чемберс зазнав нападу з боку адвокатів Хісса як «ворог Республіки, який не вірує в Бога і зневажає Христа, не поважає подружжя і материнство». У другому засіданні захист Хісса запросив психіатра, який охарактеризував Чемберса як «психопата» та «патологічного брехуна». Другий судовий процес завершився у січні 1950 р. Хісса було визнано винним за обома пунктами звинувачення у дачі хибних свідчень. Він був засуджений до п'яти років позбавлення волі.
У грудні 1948 року Чемберс пішов у відставку з посади головного редактора «Time». З початку процесу над Хіссом він написав лише кілька статей для журналів «Fortune», «Life» та «Look».

## Книга «Свідок»
У 1952 р. книга Чемберса «Свідок» була опублікована і набула широкого визнання. Книга є поєднанням автобіографії і попередження про небезпеку комунізму. Артур Шлезінгер-молодший назвав її «сильною книгою». Рональд Рейган говорив, що вона надихнула його на перетворення — від нової демократії до консервативної республіки. Більше року «Свідок» була бестселером і допомогла погасити судові витрати Чемберса, хоча виплати затримувалися.

## Робота в «Нешнл Рев'ю»
У 1955 р. Вільям Баклі-молодший почав випуск журналу «Нешнл Рев'ю» і запросив Чемберса бути старшим редактором. На цій посаді він публікував статті понад півтора року (жовтень 1957 р. — червень 1959 р.). Найбільш широко цитованою була їдка стаття-рецензія «Велика сестра стежить за тобою» на книгу Айн Ренд «Атлант розправив плечі».
У 1959 р. після виходу з журналу Чемберс та його дружина відвідали Європу. Кульмінацією поїздки стала зустріч з Артуром Кестлером та Маргарет Бубер-Нойман у будинку Кестлера в Австрії. Восени того ж року він відновив навчання, вивчаючи мови в Макденіел-коледжі у Вестмінстері, штат Меріленд.

## Особисте життя
У 1930 або 1931 році Чемберс одружився з молодою художницею Естер Шемітс (1900—1986), яка навчалася в художній школі «Ліга студентів-художників» і була відома в інтелектуальних колах Нью-Йорка. Вони познайомилися в 1926 під час страйку працівників текстильної промисловості у Пассеїк (штат Нью-Джерсі). Чемберс доглядав майбутню дружину з усією пристрастю, чим викликав невдоволення своїх товаришів. Щоб зробити пропозицію, він забрався у вікно нареченої о п'ятій ранку. Шемітс говорила про себе, що вона «пацифістка, а не революціонерка». У 1920-ті роки вона працювала в пацифістському журналі «The World Tomorrow».
У 1930-х роках подружжя вже мало двох дітей, Еллен і Джон. Комуністичне керівництво вимагало від своїх співробітників не заводити дітей, але, як і багато інших, Чемберс проігнорував цю вимогу. Подібні речі стали додатковим приводом відійти від партійних справ і розчаруватися в комунізмі.
Чемберс помер від серцевого нападу 9 липня 1961 року на своїй фермі у Вестмінстері (штат Меріленд). Він страждав від стенокардії і раніше переніс кілька серцевих нападів.
Його другий автобіографічний роман «Холодна п'ятниця» (Cold Friday) був опублікований посмертно в 1964 Дунканом Нортоном-Тейлором. Книга пророчо передбачила, що падіння комунізму розпочнеться у державах-сателітах, що оточують Радянський Союз у Східній Європі.
Листування з Вільямом Ф. Баклі-молодшим «Одіссея друга» (Odyssey of a Friend) було опубліковане в 1968 році. Збірник його публіцистики, у тому числі кілька статей з «Тайм» та «Нешнл Рев'ю», був опублікований у 1989 році під назвою «Привиди на даху: вибрані публікації Уіттекера Чемберса».

## Нагороди
- 1937 р. — Орден Червоної Зірки — отримано за заслуги перед радянською розвідкою;
- 1952 р. — Почесний доктор юридичних наук Коледжу Маунт-Мері (Мілвокі);
- 1953 р. — Національна книжкова премія фіналіста наукової літератури (за книгу «Свідок»)[31] ;
- 1984 р. — Президентська медаль Свободи (за внесок у «епічну боротьбу віку між свободою та тоталітаризмом»).

## Спадщина
Книга Чемберса «Свідок» внесена у списки рекомендованої літератури американського фонду «Спадщина» (Heritage Foundation), консервативного журналу The Weekly Standard, Інституту лідерства та Центру культурного оновлення Рассела Кірка. Вона регулярно цитується консервативними авторами, такими як президент фонду «Спадщина» Едвін Фолнер.
У 1984 р. президент Рональд Рейган посмертно нагородив Чемберса Президентською медаллю Свободи за його внесок у «епічну боротьбу віку між свободою та тоталітаризмом».
2001 р. члени адміністрації Джорджа Буша провели приватну церемонію на честь сотої річниці від дня народження Чемберса. Серед виступаючих був Вільям Баклі-молодший.
У 2007 році Джон Чемберс заявив про те, що в 2008 році має відкритися бібліотека з паперами його батька на фермі Чемберсів у штаті Меріленд. Він зазначив, що об'єкт буде доступним для всіх вчених. Проте, 6 січня 2010 року будинок Медфілд на фермі Пайп-Крік, де Віттекер Чемберс написав «Свідка», серйозно постраждала від пожежі.
У 2017 р. журнал «Нешнл ревью» заснував премію Уіттекера Чемберса.